# Sphagnaceae
Famille
Les Sphagnaceae sont une famille de mousses de l’ordre des Sphagnales.

## Liste des genres
Selon BioLib (22 septembre 2020) :
- genre Sphagnophyllites D.D. Pant & N. Basu
- genre Sphagnum L.

Selon Catalogue of Life (22 septembre 2020) et ITIS (22 septembre 2020) et World Register of Marine Species (22 septembre 2020) :
- genre Sphagnum L.

Selon Paleobiology Database (22 septembre 2020) :
- genre Sphagnites
- genre Sphagnum
- genre Sphagnumsporites

Selon Tropicos (22 septembre 2020) :
- genre Cryptothecium Huebener
- genre Isocladus Lindb. = Sphagnum L.
- genre Palaeosphagnum Ignatov
- genre Sphagnites Cookson ex Balme
- genre Sphagnophyllites D.D. Pant & N. Basu
- genre Sphagnum L.
- genre Stereisporites Pflug